# Quadro de medalhas dos Jogos Olímpicos de Inverno de 1932
Este é o quadro de medalhas dos Jogos Olímpicos de Inverno de 1932, realizados em Lake Placid, Estados Unidos. O ordenamento é feito pelo número de medalhas de ouro, estando as medalhas de prata e bronze como critérios de desempate em caso de países com o mesmo número de ouros. Se, após esse critério, os países continuarem empatados, posicionamento igual é dado e eles são listados alfabeticamente. Este é o sistema utilizado pelo Comitê Olímpico Internacional.
| Ordem | País               | Medalha de ouro | Medalha de prata | Medalha de bronze |    |
| ----- | ------------------ | --------------- | ---------------- | ----------------- | -- |
| 1     | USA Estados Unidos | 6               | 4                | 2                 | 12 |
| 2     | NOR Noruega        | 3               | 4                | 3                 | 10 |
| 3     | SWE Suécia         | 1               | 2                |                   | 3  |
| 4     | CAN Canadá         | 1               | 1                | 5                 | 7  |
| 5     | FIN Finlândia      | 1               | 1                | 1                 | 3  |
| 6     | AUT Áustria        | 1               | 1                |                   | 2  |
| 7     | FRA França         | 1               |                  |                   | 1  |
| 8     | SUI Suíça          |                 | 1                |                   | 1  |
| 9     | GER Alemanha       |                 |                  | 2                 | 2  |
| 10    | HUN Hungria        |                 |                  | 1                 | 1  |
| TOTAL | TOTAL              | 14              | 14               | 14                | 42 |

## Referência
- Quadro de medalhas - Lake Placid 1932, página do Comitê Olímpico Internacional